# Scotopteryx fumata
Scotopteryx fumata är en fjärilsart som beskrevs av Nitsche 1913. Scotopteryx fumata ingår i släktet backmätare, och familjen mätare. Inga underarter finns listade.